# Barceloneta (singolo)
Barceloneta è un singolo del gruppo musicale italiano Carl Brave x Franco126 e del rapper italiano Coez, pubblicato il 21 luglio 2017 dalla Undamento.

## Descrizione
Questo singolo nasce nei primi di giugno 2017 durante l'esperienza di Coez al Primavera Sound, festival musicale di Barcellona.

## Tracce
1. Barceloneta – 4:03

## Classifiche
| Classifica (2017) | Posizione massima |
| ----------------- | ----------------- |
| Italia            | 66                |